# Skup interwencyjny
Skup interwencyjny – rodzaj interwencji państwowej polegający na administracyjnym skupowaniu nadwyżek podaży nad popytem.
Wiele krajów wprowadza ceny minimalne produktów rolnych, w celu ochrony interesów rolników, kosztem podatników. Jeżeli po wprowadzeniu ceny minimalnej wystąpi nadwyżka podaży nad popytem, tzn. ilość dóbr sprzedanych na rynku będzie mniejsza od ilości dóbr wyprodukowanych, państwo może zgodzić się na skup nadwyżek produkcji. Dzięki temu producenci nie ponoszą strat.
W związku ze stosowaniem wspólnej polityki rolnej, kraje członkowskie UE wprowadzają cenę minimalną takich produktów jak mleko czy masło przekraczającą cenę równowagi rynkowej. Ponieważ przy obowiązującej cenie minimalnej całość wyprodukowanych dóbr nie zostałaby sprzedana rynkowo, administracyjnie skupowane są nadwyżki mleka i masła w celu utrzymania wysokiej ceny minimalnej. W ten sposób powstaje nadmiar wyprodukowanej żywności